# Tena (Kolumbia)
Tena – miasto w Kolumbii, w departamencie Cundinamarca.